# Scythris scorpionella
Scythris scorpionella is een vlinder uit de familie dikkopmotten (Scythrididae). De wetenschappelijke naam is voor het eerst geldig gepubliceerd in 1977 door Jackh.
De soort komt voor in Europa.